# Tristramstar
Der Tristramstar (Onychognathus tristramii) ist eine an Wüstenhabitate angepasste Art der Stare. Sein Verbreitungsgebiet reicht von Ägypten über Israel und Jordanien auf die Arabische Halbinsel. In diesen Ländern ist er ein recht häufiger Vogel, der durch sein schwarzes Gefieder und die orangefarbenen Handschwingen gekennzeichnet ist. 

## Erscheinungsbild
Der Tristramstar erreicht eine Körperlänge von 25 Zentimetern und wiegt durchschnittlich 125 Gramm. Das Gefieder ist glänzend schwarz. Auffallend sind die kastanienfarbenen Flügelflecken. Letztere sind vor allem im Fluge sehr auffällig. Er ist die einzige orangeflügelige Starart in seinem Verbreitungsgebiet und daher unverwechselbar.

## Verhalten
Die Art lebt gesellig und versammelt sich in Herbst und Winter zu großen Schwärmen. Der Gesang sind laute, melodische Pfeiftöne ("wii-oouu-iii"). Der Bestand dieser Art nimmt vor allem in Israel zu, wo er die Regionen besiedelt, wo Wüste durch Bewässerung in Agrarflächen verwandelt wurde. Er ist ein verhältnismäßig zahmer Vogel, der Annäherungen von Menschen bis in große Nähe zulässt. Sein Nahrungsspektrum ist breit und umfasst Früchte und Wirbellose. 

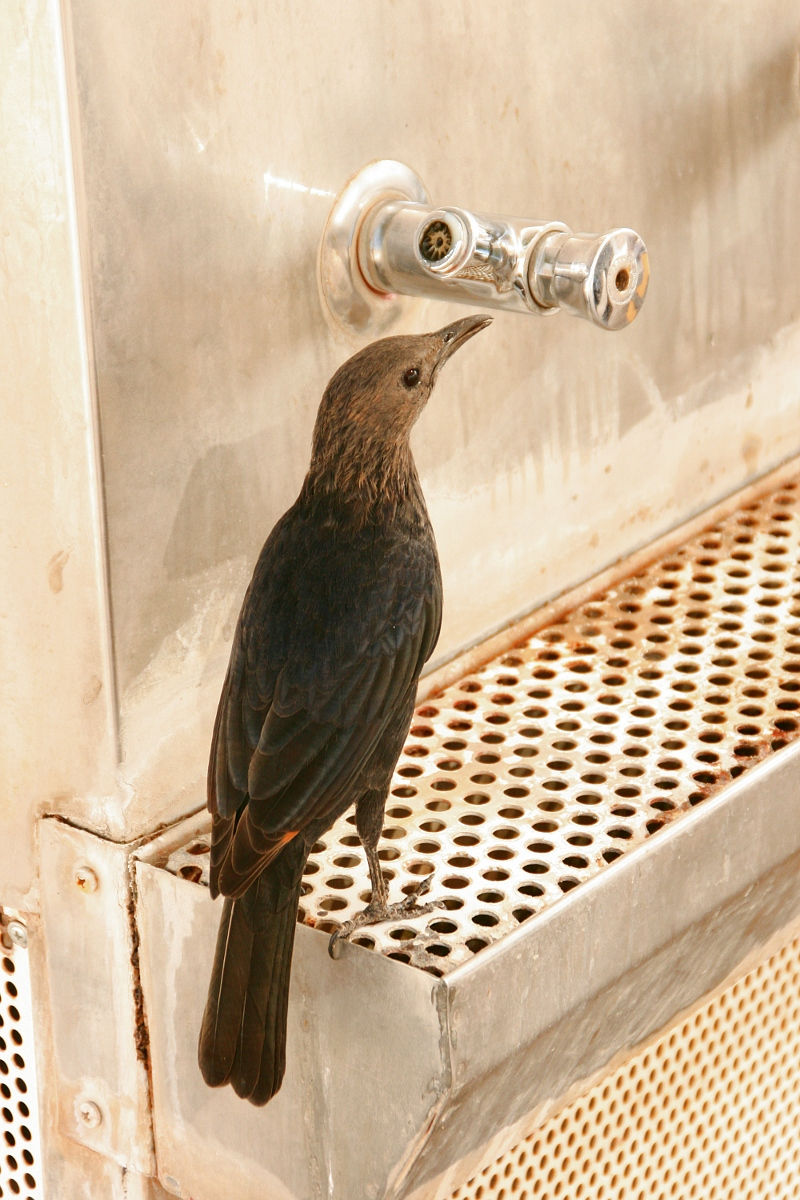
Tristramstar an einem Wasserspender in Masada, Israel

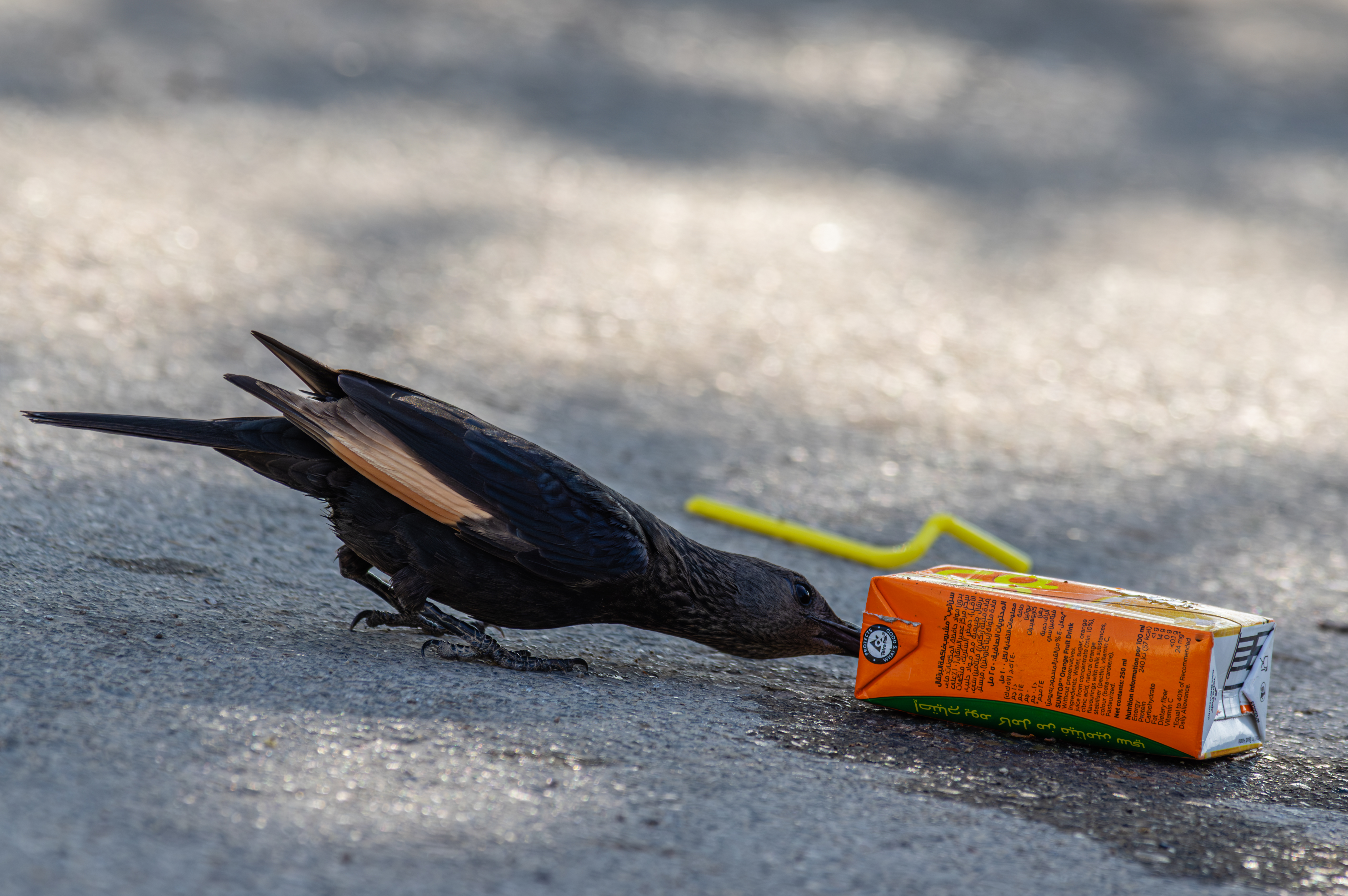
Tristramstar an einem Getränkekarton im Oman

## Belege